# البطولات الأسترالاسية 1923 (كرة مضرب)
هنا قائمة بالبطولات الأسترالاسية لكرة المضرب, المعروفة الآن باسم أستراليا المفتوحة لسنة 1923:

## فردي رجال
بات أوهارا وود هزم  بيرت سانت جون 6-1 6-1 6-3

## فردي سيدات
مارغريت موليسوورث هزم  إيسنا بويد 6-1, 7-5